# Naves (Allier)
Naves ist ein zentralfranzösischer Ort und eine Gemeinde (commune) mit 137 Einwohnern (Stand 1. Januar 2022) im Département Allier im Norden der Region Auvergne-Rhône-Alpes (vor 2016 Auvergne). Sie gehört zum Arrondissement Vichy und zum Kanton Gannat.

## Lage
Naves liegt in der Landschaft des Bourbonnais etwa 27 Kilometer westnordwestlich von Vichy. Umgeben wird Naves von den Nachbargemeinden Bellenaves im Nordwesten und Norden, Taxat-Senat im Nordosten, Charroux im Osten, Saint-Bonnet-de-Rochefort im Südosten und Süden, Vicq im Süden sowie Valignat im Westen.
Durch die Gemeinde führt die Autoroute A71.

## Bevölkerungsentwicklung
| Jahr                       | 1962 | 1968 | 1975 | 1982 | 1990 | 1999 | 2006 | 2011 | 2019 |
| Einwohner                  | 248  | 210  | 179  | 129  | 108  | 109  | 114  | 118  | 125  |
| Quellen: Cassini und INSEE |      |      |      |      |      |      |      |      |      |

## Sehenswürdigkeiten
- Kirche Saint-Pourçain aus dem 13. Jahrhundert
- Burgruine, um 1100 erbaut, seit 1931 Monument historique

Siehe auch: Liste der Monuments historiques in Naves (Allier)

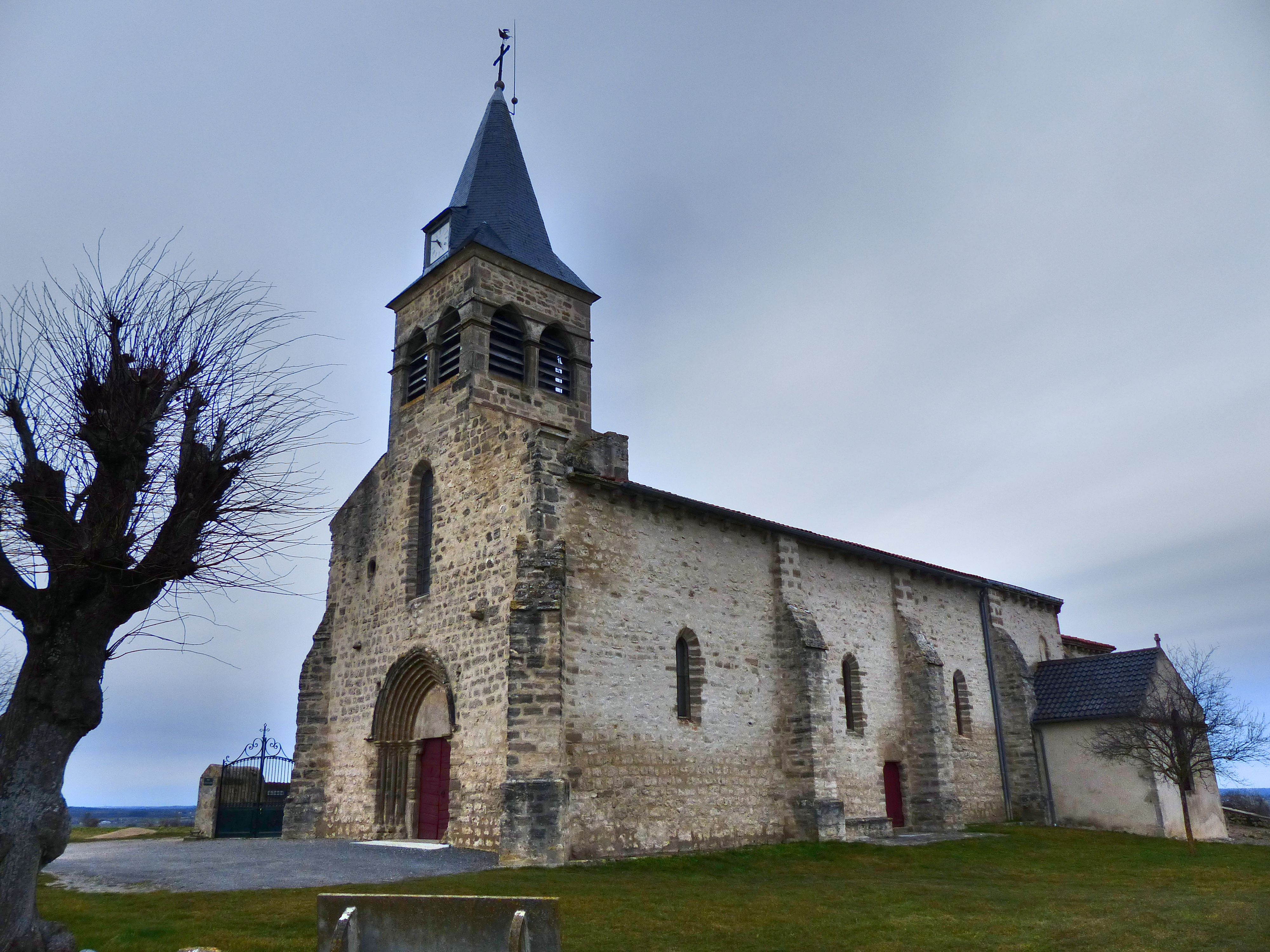
Kirche Saint-Pourçain